# Knez (cantante)
Nenad Knežević (en cirílico serbio: Ненад Кнежевић; Titograd, RS de Montenegro, RFS de Yugoslavia; 5 de diciembre de 1967), más conocido por su seudónimo artístico Knez, es un cantante de pop, radicado en Belgrado, Serbia, y padre de Ksenija  Knežević de la banda Serbia Hurricane. En 2015 representó a Montenegro en el Festival de Eurovisión con la canción "Adio".

## Biografía

### Primeros años
Nació y creció en Titogrado (actual Podgorica) dentro de una familia de músicos. A los seis años de edad, Knez interpretó "Bio jednom jedan lav" en el Festival de Naša Radost en Titogrado. Asistió a la escuela en esa misma ciudad y una vez finalizada la secundaria, se integró a la agrupación Milan i Luna. Durante este período, inició su propio proyecto musical: Visoka Frekvencija (cuyo significado es "Alta Frecuencia"), junto al guitarrista Leo Đokaj. Siendo miembro de esta banda, escribió las canciones "Da l' si ikada mene voljela" y "Kao magija" que pasarían a convertirse en sus mayores éxitos. Posteriormente, comenzaría dos proyectos más: The Moon Band y Montenegro Band, contando con la participación de su padre en esta última, Milija Knežević.
En 1992, Knez empezó su carrera como solista y apareció en el Festival de Pop de Belgrado, MESAM, con la canción "Da l' si ikada mene voljela". Ese mismo año, Knez grabó su primer álbum de estudio, Kao magija, con la ayuda de su antiguo compañero de banda, el guitarrista Leo Đokaj y los compositores Ljubo Jovović y Zlatko Jovović. En 1994, Knez publica su segundo disco, Iz dana u dan. Posteriormente, se lanza su tercer álbum, titulado Automatic. 
En 2000, él participó en el Festival Budva 2000 con la canción "Vjeruj", con el que se alzó con la victoria. 

### Festival de Eurovisión 2015
El 31 de octubre de 2014, la televisión Montenegrina RTCG, anunció oficialmente que Knez sería su siguiente representante en el Festival de Eurovisión 2015, a celebrarse en Viena, Austria. Su canción, "Adio", interpretada íntegramente en montenegrino, logró clasificar a la final del certamen, consiguiendo un 13° puesto con 44 puntos, convirtiéndose en el mejor resultado de dicho país hasta la fecha. "Adio" fue versionada posteriormente al francés y al inglés, siendo esta última escrita por Milica Fajgelj, Tami Rodriguez, Nicole Rodriguez y Dunja Vujadinovic.

## Discografía

### Álbumes de estudio
- Kao magija (1994)
- Iz dana u dan (1996)
- Automatic (1997)
- Daleko, visoko (2001)
- Ti me znaš (2003)
- Vanilla (2005)
- Otrov i med (2008)
- Opa Cupa (2012)

### Compilaciones
- The Best of Knez (1999)
- Balade (2006)
- Opa Cupa (2012)

| Predecesor: Sergej Ćetković con Moj svijet | Montenegro en el Festival de Eurovisión 2015 | Sucesor: Highway con The Real Thing |

- Datos: Q6422008
- Multimedia: Knez / Q6422008